# Dieter Roth
Dieter Roth (Hannover, 21 aprile 1930 – Basilea, 5 giugno 1998) è stato un poeta, artista e grafico tedesco.

## Opere
- Gartenskulptur (1968ff, Berlin)
- 6 Piccadillies (1969-1970)
- Gesammelte Werke in 20 Bänden (1971–79, Edition – später auf 40 Bände erweitert)
- Georg Hegel: Werke in 20 Bänden (1974, Kunstobjekt – in Schnipsel zerkleinerte Bücher, die in 20 Wurstdärme abgefüllt wurden)
- Tischruine (1970–98, Rauminstalation aus Texten, Kunst, Schrott und Abfall)
- Solo Szenen (1997–98, Berlin – 128 Monitore und 131 Videobänder)

### Libri
- Ideogramme, 1959
- Mundunculum, 1967
- die blaue flut/"La marea blu", 1967
- 246 little clouds/"Piccole nubi"
- Zeitschrift für alles (10 Ausgaben Nr1-Nr10B, 1975–1987)/"Periodico per tutto"
- Raccolta di interviste. Posthum Herausgegeben da Barbara Wien. Postfazione di Barbara Wien e testo di Tomas Schmit. Londra e Berlino 2002: Edizioni Hansjörg Mayer
- Dieter Roth in America, Londra 2004
- Dieter Roth in Groenlandia, Amsterdam 2005
- Da drinnen vor dem Auge. Lyrik und Prosa/"Qui all'interno dell'occhio. Lirica e Prosa", hrsg. von Jan Voss, Beat Keusch, Johannes Ullmaier, Björn Roth. Francoforte 2005 [l'unica edizione apprezzabile con una buona selezione del poeta Werken Roths]

Bibliografia e cataloghi
- Kees Broos: Dieter Roth. Catalogo in occasione dell'esposizione „Dieter Roth“, dal 16 maggio al 26 giugno 1987 presso il Centre Régional d'Art Contemporain Midi-Pyrénes. Edizioni Arpap
- Felicitas Thun (Curatrice): Dieter Roth – Gedrucktes Gepresstes, Gebundenes 1949–1979. Gleichnamige Ausstellung Graphische Sammlung Albertina Weiner 7.5.–5.7. 1998. Colonia: Oktagon
- Ina Conzen (Curatrice): Dieter Roth – Die Haut der Welt/La pelle del mondo. Edizioni Walther König. Colonia 2000
- Dirk Dobke: Dieter Roth 1960–1975. Bd.1: Melancholischer Nippes ergänzt und kommentiert von Dieter Roth (202 Seiten). Bd. 2: Werkverzeichnis der frühen Objekte und Materialbilder 1960–75 ergänzt und kommentiert von Dieter Roth (131 Seiten). Colonia 2002, Edizioni Walther Köln.
- Dirk Dobke (Collaboratore) Dieter Roth: Originale. Collaborazione con Dirk Dobke. Introduzione di Laszlo Glozer. Amburgo e Londra 2002. Contiene un CD-Rom.
- Johannes Gachnang (Curatore): Dieter Roth – Die Bibliothek/La biblioteca. Berna 2003: Bundesamt für Kultur
- Theodora Vischer e Bernadette Walter (Curatrici): Roth-Zeit – Eine Dieter Roth Retrospektive/"Una retrospettiva su Dieter Roth", Testi di Dirk Dobke e Bernadette Walter, Schaulager, Basilea 2003
- Nils Röller: Gedankengeschichten – Dieter Roths Arbeit an der Topographie des Zufalls/ Storie pensate - Il lavoro di Dieter Roth sulla topografia del caso. In: Gachnang, Johannes u. a. (Hrsg.): Dieter Roth – Die Bibliothek. Berna 2003: Bundesamt für Kultur
- Nils Röller: Ahabs Steuer – Navigationen zwischen Kunst und Naturwissenschaft./Navigazione tra l'arte e le scienze naturali. Berlino 2004: Merve

## Mostre personali (selezione)
- 2013 Hangar Bicocca, Milano, Islands
- 2008 Galerie Anton Meier, Ginevra
- 2007 Galerie Eva Presenhuber, Zurigo
- 2006 The Studio, The hugh Lane Museum, Dublino
- 2006 Galerie & Edition Marlene Frei, Zurigo
- 2005 Train, Reykijavik Art Museum, Hafnarhus, Rykjavik
- 2005 The Piccadillies, Galerie Barbara Wien, Berlino
- 2004 Roth Time – A Dieter Roth Retrospective, Museum of Modern Art, New York
- 2004 Matthew Marks Gallery, New York
- 2003 Museum Ludwig, Colonia
- 2003 Roth-Zeit, Schaulager, Basilea
- 2003 Galerie Anton Meier, Ginevra
- 2002 Galerie & Edition Marlene Frei, Zurigo
- 2001 MACBA, Barcellona
- 2000 Die Haut der Welt – Archiv Sohm, Staatsgalerie Stuttgart
- 1999 Galerie Papillon, Parigi
- 1999 Printed, Pressed, Bound, Moore College of Art and Design, Philadelphia
- 1999 Galerie Steinek, Vienna
- 1998 Galerie Hauser & Wirth, Zurigo
- 1998 Graphische Sammlung Albertina, Vienna
- 1998 Gallery David Nolan, New York
- 1997 MAC, Galeries Contemporaines des Musées de Marseille, Marsiglia
- 1996 Galerie Anton Meier, Ginevra
- 1995 Secession, Vienna
- 1995 Kunstmuseum, Soleure (CH)
- 1995 Galerie Heinz Holtmann, Colonia
- 1994 Kunstverein Friedrichshafen (D)
- 1994 Museum Haus Lange, Krefeld (D)
- 1994 Collection des Estampes de l'ETH, Zurigo
- 1993 Hessisches Landesmuseum Graphische Sammlung, Darmstadt (D)
- 1992 Museum Weserburg, Brema (D)
- 1992 Galerie Maximilian Krips, Colonia
- 1991 Galerie Anton Meier, Ginevra
- 1991 Galerie Boer, Hannover (D)
- 1990 Galerie Renée Ziegler, Zurigo
- 1990 Karten Schubert Ltd, Londra

## Mostre collettive (selezione)
- 1984 – Von hier aus - Zwei Monate neue deutsche Kunst in Düsseldorf
- 26. Mai 2006 bis 27. August 2006: Martin Kippenberger / Dieter Roth, Hauser & Wirth, London

## D. Roth in TV & Radio
- 23.01.1974 - Hamilton, Richard. “The Little World of Dieter Roth.” (Radiointerview, BBC Radio 3, U.K.)
- 26.11.1974 - Rundschau am Abend: “Statements und Auszüge” (NDR, Deutschland)
- Febr. 1977 - Look Stop Listen: “Nigel Finch/ Richard Hamilton/ Dieter Roth.” (Tonbandaufnahmen, BBC Radio London/U.K.)
- 01.10.1984 - “Dieter Roth/ Walter Schmerling” (WDR, Köln/Deutschland)
- .........1988 - Doblhofer, Hannes: “Der da in mir drinnen.” (Hörbild zur Person des Malers, Zeichners, Schriftstellers und Kunstmaschinisten Dieter Roth, ORF Kunstradio, Wien/Österreich)
- .........1995 - Doblhofer, Hannes: “Gespräch in Wien 1995” (ORF, Wien/Österreich)
- 16.06.2006 - Wolfgang Müller und Barbara Schäfer: Das Dieter Roth Orchester spielt kleine wolken, typische scheiße und nie gehörte musik (Radio-Hommage an Dieter Roth, Bayern 2, München/Dtlnd.)
- 11.12.2007 - Florian Neuner (Neue Musik): “Selten gehörte Musik - Dilettantismus als Provokation: Dieter Roth” (Deutschlandradio Kultur, Berlin/Dtlnd.)

## Collezioni (selezione)
Austria
- Neue Galerie Graz am Landesmuseum Joanneum, Graz
- Sammlung Essl – Kunsthaus, Klosterneuburg

Belgio
- S.M.A.K. – Stedelijk Museum voor Actuele Kunst, Gent

Danimarca
- Museet for Samtidskunst, Roskilde

Germania
- Neues Museum Weserburg Bremen, Bremen
- Kunstmuseum Celle, Celle
- KEOM Karl Ernst Osthaus Museum, Hagen
- Hamburger Kunsthalle, Hamburg
- Sprengel Museum Hannover, Hannover
- Zentrum für Kunst und Medientechnologie (ZKM), Karlsruhe
- Kunsthalle zu Kiel der Christian-Albrechts-Universität, Kiel
- Museum Abteiberg, Mönchengladbach
- Kunstmuseum Stuttgart, Stuttgart
- Staatsgalerie Stuttgart, Stuttgart

Francia
- Frac Bretagne, Châteaugiron
- MAC - galeries contemporaines des Musées de Marseille, Marseille
- Fondation Cartier pour l'art contemporain, Paris
- Centre Pompidou – Musée National d'Art Moderne, Paris

Islanda
- Nýlistasafnið – The Living Art Museum, Reykjavik

Svizzera
- Kunstmuseum Basel, Basel
- Kunstmuseum Bern, Bern
- Schaulager, Münchenstein / Basel
- Seedamm Kulturzentrum, Pfäffikon
- Kunstmuseum Solothurn, Solothurn
- Kunsthaus Zürich, Zürich
- Kunsthaus Zug, Zug

Spagna
- Museu d'Art Contemporani de Barcelona – MACBA, Barcelona

USA
- Museum of Contemporary Art Chicago – MCA Chicago, Chicago, IL
- MoMA – Museum of Modern Art, New York, NY
- David Winton Bell Gallery, Providence, RI

Gran Bretagna
- Kettle's Yard, Cambridge, Cambridgeshire (England)
- Tate Britain, London (England)